# Duba (Saudiarabien)
Duba är en liten stad vid kusten av den norra delen av Röda havet, i Saudiarabien, i Tabuk-provinsen. Lokala medborgare beskriver det som Röda havets pärla. Befolkningen i Duba är cirka 22 000.